# アヤサンサービス
アヤサンサービス (th:อะยะซัน เซอร์วิส、英語;Ayasan Holdiings Company Limited) は、タイのバンコクを拠点とするホームサービス（メイド・ベビーシッター・ドライバー・ペットケア・介護サービス）会社。日本・インドネシア・ベトナム・ラオスにも進出。
家事代行・紹介の事業として始まり、現在では、ベビーシッター、介護、運転手、ペットケアー、エアコン清掃、ホテル・オフィス清掃まで、多数のサービスにまで拡大。 100,000人以上の登録者数。現在タイ・インドネシア・ラオス•ベトナムではトップシェア。日本にも英語を話せるブルーカラー人材プラットフォームを運営中。非上場の会社であるが、今後日本またはシンガポールにて上場予定。
登録人材には必ず、バックグラウンドチェックとプロフェッショナル研修（ハウスキーピング、チャイルドケア、エチケットトレーニングなど）を実施し、品質保証体制を整えている。都市部の富裕層や外国人駐在員ファミリーを中心に高い支持を得ており、タイのバンコク、プーケット、パタヤ、チェンマイなど複数都市にサービス網を拡大している。
２０２５年より、シンガポール・マレーシア・カンボジア・フィリピンにも進出し、アジア９カ国への進出を計画。クロスボーダーの人材プラットフォーム構築中。
２０１３年からの累計利用者数は１００万人以上を達成。

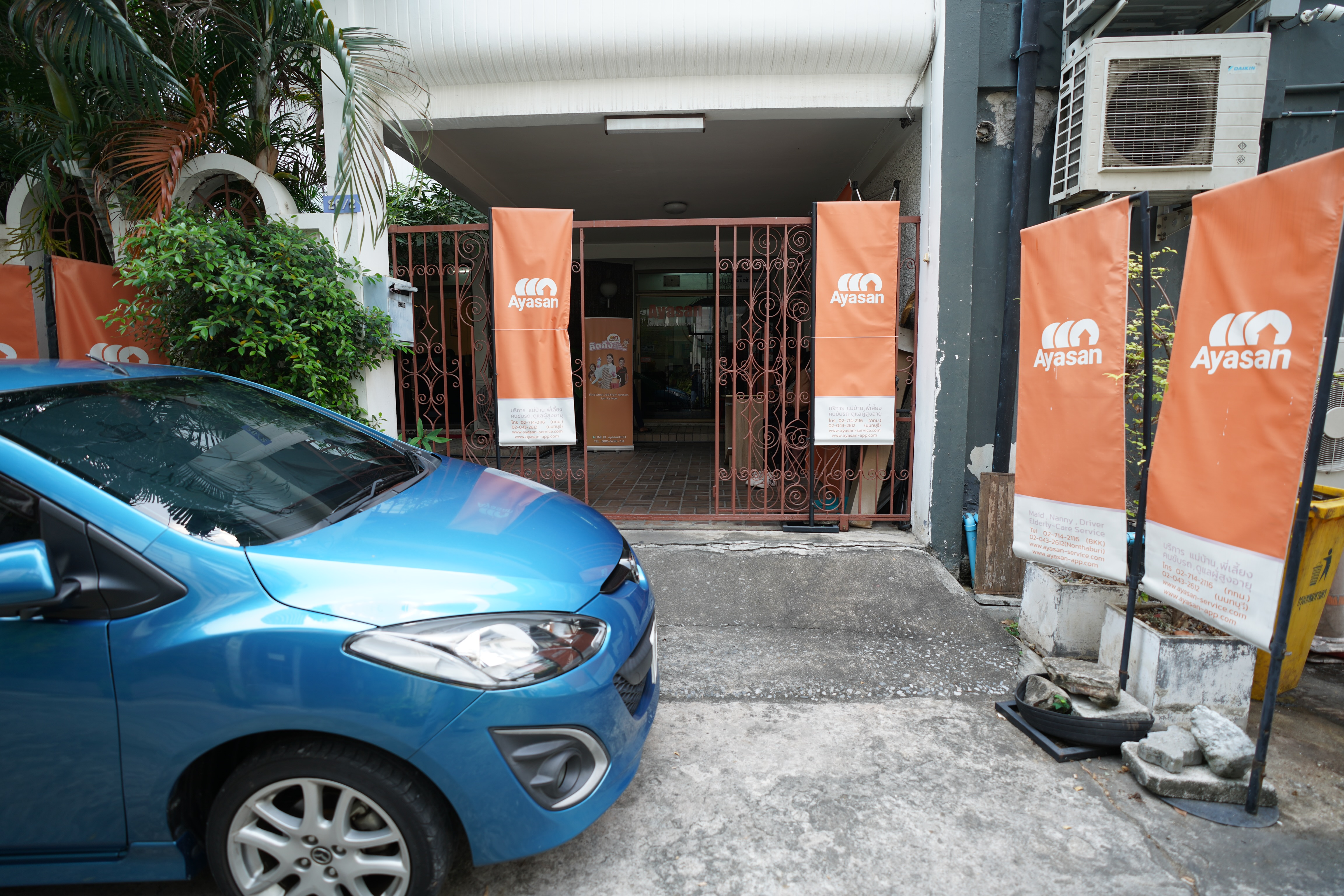
バンコクのエカマイ支店アヤサンサービス（2022年1月17日撮影）

2019年8月23日のANNGLEのwebsiteによると、タイは同社の主要市場です。 顧客セグメントは、タイ人50％、欧米人40％、日本人10％。
Ayasanは、近年新たな取り組みとして、
- 高齢者向け訪問介護・ケア用品販売事業「AyasanCares」の開始
- 英語を話すブルーカラー人材特化型プラットフォーム「Ayasan.jp」「Blueforce.jp」の運営開始
- ホテル・病院・空港など大型施設向けB2B清掃サービスの本格展開
- AI技術やロボティクスを活用した次世代清掃サービスの開発   などを進めている。

## 記録
Ayasan Serviceは2012年12月28日に設立されました。創業者は伊勢康太郎。アメリカの大学を卒業後、Walt Disney社とMarriott International社を経て”全て家庭にホテルサービスを”といったビジョンを掲げて創業。
最初の支店(本社)はバンコクのセントラル ワールドにあり、バンコクのエカマイ地区に1つの支社、ラオス、ベトナム、インドネシアに3つの海外支社がある。
バンコクポストの記事から、現在タイだけで２0,000以上のマッチング実績、登録人材は３0,000 人以上（業界最大の登録者数）、100社以上の法人（一般法人・国際機関・各国大使館）の利用者。身元照会・トレーニングも実施。現在は日本・インドネシア・ベトナム・ラオスでも展開している。

さらに、アヤサンサービスは、「Lets empower people」をスローガンに、タイのアプリによるオンラインメイドサービスのパイオニア。

## 参考サイト
1. https://auba.eiicon.net/projects/24340
2. ANNGLE、Ayasanタイの人々が手頃な価格で提供する日本の質の高いメイドサービス!、2021年11月9日。Website: LINEToday(2022年1月22日追加)。
3. ANNGLE、ホットトレンド!日本の企業であるは、2019年8月23日に住宅所有者と主婦向けのAIマッチングサービスを開始しました。Website: Anngle (2022年1月22日追加)
4. トップ10レビュー、トップ10ハウスキーピング会社最も話題になっている、2020年9月。Website:トップ10のレビュー (2022年1月22日に追加)
5. バンコクポスト、アプリはローカルサービスに接続します、2013年12月29日。Website: バンコクポスト (2022年1月22日まで)
6. ANNGLE、COVID-19からあなたの家と職場を安全に保ちます。2020年9月22日(2022年1月22日)日本から輸入した消毒サービス付き
7. OfficeMate、家庭愛好家が見逃してはならない10の清掃会社を含む!、2019年4月25日(2022年1月22日)
8. バリュープレス、タイでAI命さんのフィットサービスを開始、2020年9月22日(2022年1月22日)。